# 格雷瓜尔·德·富尔纳
格雷瓜尔·德·富尔纳（Grégoire de Fournas de Brosse，1985年3月19日-）是法国政治人物，他是2022年法國立法選舉期間的候選人並最終當選國民議會議員。他的選區位於吉倫特省。他所在的政黨是國民聯盟。

## 生平
他在圣日耳曼代斯特伊经营一個葡萄园。
2015年，他当选吉倫特省省议员。2020年，他当选波亚克市议员。
他是2022年法國立法選舉期間的候選人並最終當選國民議會議員。 格雷瓜尔·德·富尔纳反对在法國境內安裝风力涡轮机。 

### 2022年议会禁令
2022年11月3日，在国民议会議員质询政府官員期间，德福尔纳斯打断了一名黑人議員卡洛斯·马滕斯·比隆戈的发言，並對他大喊“你应该滾回非洲去”（Qu'il retourne en Afrique!）。格雷瓜尔·德·富尔纳隨即被在場的其他議員指控用種族主義言論攻擊他人。   不過格雷瓜尔·德·富尔纳否認自己講的這些話屬於种族主义言論。国民议会主席娅埃尔·布朗-皮韦於是宣佈暫停會議。后来国民议会決定15天內禁止格雷瓜尔·德·富尔纳出席国民议会會議，而且在此期間將停止發放格雷瓜尔·德·富尔纳的薪水。 